# جيك إرليخ
جيك إرليخ (بالإنجليزية: Jake Ehrlich)‏ هو محامي أمريكي، ولد في 15 أكتوبر 1900 في مقاطعة مونتغومري في الولايات المتحدة، وتوفي في 24 ديسمبر 1971 في سان فرانسيسكو في الولايات المتحدة.